# Donna amante mia
Donna amante mia è il primo album in studio del cantautore torinese Umberto Tozzi, pubblicato nel 1976 dalla CGD. Viene ristampato in CD nel 1988.

## Descrizione
Tozzi, prima di allora, si era affermato come musicista per altri artisti ed autore per Mia Martini e Wess & Dori Ghezzi (i quali, fra l'altro, vinsero Canzonissima con Un corpo, un'anima, la quale tra gli autori porta la anche la firma dello stesso Tozzi); aveva inoltre pubblicato  nel 1974 un album, Strada bianca, insieme ai Data.
L'album contiene sia la title track Donna amante mia nella versione originale, che è stata pubblicata su 45 giri nello stesso anno e che è restata nel repertorio del cantautore, sia Io camminerò, che fu lanciata come singolo pochi mesi dopo da Fausto Leali ed incisa in seguito anche da Mina: entrambi i brani nel 1991 conosceranno una nuova fortunata versione creata ed interpretata dal cantautore stesso, che verranno inseriti come inediti nella raccolta Le mie canzoni pubblicata sempre dalla CGD, ed uscita anche per la prima volta su videocassette VHS, che ottenne uno strepitoso successo di vendite. Un altro brano già noto è Mi manca, scritta per i Camaleonti (album In vendita) ed incisa anche da Marcella Bella (album Bella) e da Riccardo Fogli (album Riccardo Fogli).
Due anni dopo anche Tu sei di me diventerà una cover, interpretata da Gigliola Cinquetti.
Il tecnico del suono del disco è Franco Santamaria, mentre le fotografie di copertina sono di 
Mauro Balletti. L'album è stato pubblicato in cd la prima volta nel 1988.

## Videoclip
1. Donna amante mia

## Tracce
Testi e musiche di Giancarlo Bigazzi, Umberto Tozzi.
1. Donna amante mia
2. Ripensando alla Freccia del Sud
3. Io camminerò
4. Il marinaio delle stelle
5. Mi manca
6. Angela
7. Per darti amore
8. Scegli
9. Tu sei di me

## Formazione
- Umberto Tozzi – voce, chitarra
- Gigi Cappellotto – basso
- Andy Surdi – batteria
- Oscar Rocchi – tastiera
- Sergio Farina – chitarra
- Freddy Mancini – tastiera
- Gianni D'Aquila – batteria
- Vince Tempera – tastiera
- Maurizio Preti – percussioni
- Damiano Dattoli – basso
- Daniele Dallai – tastiera
- Accademia Paolina – cori